# Drogenschrank
Unter einem Drogenschrank wurde im 20. Jahrhundert im deutschen Recht eine Abgabestelle für Arzneimittel außerhalb von Apotheken verstanden. Einzelhändler konnten daraus Schmerzmittel und andere Arzneimittel zur Selbstmedikation abgeben, ohne dass sie eine pharmazeutische Ausbildung benötigten. Eine wohnortnahe Grundversorgung mit Arzneimitteln war damit möglich.
Laut der Pharmazeutischen Zeitung gab es im Lebensmittel-Einzelhandel 1959 in Deutschland auf dem Land und in den Randgebieten der Städte rund 25.000 Drogenschränke.  Bis 1958 war der Betrieb einer Apotheke noch an eine Konzession gebunden und die Apothekendichte entsprechend gering. Noch 1970 hatten von den 22.510 Gemeinden in der Bundesrepublik Deutschland 17.860 weder eine Apotheke noch eine Drogerie.

## Sachkunde
Eine Umfrage nach dem Hauptberuf unter den Inhabern der Drogenschränke ergab 1939 einen Anteil von etwa 80 Prozent Dorfkaufleuten, Gemischtwaren-, Material- und Kolonialwarenhändlern. Unter den übrigen 20 Prozent waren auch Friseure, Gastwirte und weitere Berufsgruppen, die nebenher mit Kolonialwaren handelten und keine besondere Sachkunde im Hinblick auf Arzneimittel aufwiesen.
Im Einzelhandelsgesetz gab es bis 1961 die Sonderregelung für Drogenschränke, die der amtsärztlichen Überwachung unterlagen und behördlich angezeigt werden mussten. Danach setzte es die Voraussetzungen für die Sachkunde für den Einzelhandel mit Arzneimitteln fest.
Seit 1978 wird die Abgabe von Arzneimitteln außerhalb von Apotheken im deutschen Arzneimittelgesetz geregelt (§ 50 AMG). Die „Verordnung über den Nachweis der Sachkenntnis im Einzelhandel mit freiverkäuflichen Arzneimitteln“ legt Ausbildungsvoraussetzungen und Prüfungsbestimmungen fest. Die Möglichkeit der Anmeldung von Drogenschränken ist damit entfallen. 
Für den Übergang wurde mit Art. 3 § 14 des Gesetzes zur Neuordnung des Arzneimittelrechts den bisherigen Drogenschrankinhabern Bestandsschutz eingeräumt. So „dürfen Einzelhändler, die vor dem 1. Januar 1978 freiverkäufliche Arzneimittel erlaubterweise verkauft haben, also entweder eine Erlaubnis für den Einzelhandel mit freiverkäuflichen Arzneimitteln und ärztliche Hilfsmittel besessen oder einen Drogenschrank angezeigt hatten, diese Tätigkeit weiter ausüben.“ Für den Bereich der Selbstbedienung mit Arzneimitteln außerhalb von Apotheken ist die Anwesenheit einer Person mit Sachkundenachweis erforderlich.